# Plecoptera mainty
Plecoptera mainty là một loài bướm đêm trong họ Erebidae.